# Lelenchij
Lelenchij es una localidad del estado mexicano de Chiapas. Es parte del municipio de Oxchuc.

## Demografía
| Gráfica de evolución demográfica |
|                                  |

| Censo | Población |
| ----- | --------- |
| 1921  | 43        |
| 1930  | 40        |
| 1940  | 110       |
| 1950  | 150       |
| 1960  | 391       |
| 1970  | 236       |
| 1980  | 946       |
| 1990  | 1 482     |
| 2000  | 1 958     |
| 2010  | 807       |
| 2020  | 1 061     |